# Afton på Karl Johan
Afton på Karl Johan (norska: Aften på Karl Johan) är en oljemålning från 1892 av den norske konstnären Edvard Munch. Målningen tillhör Kode i Bergen.

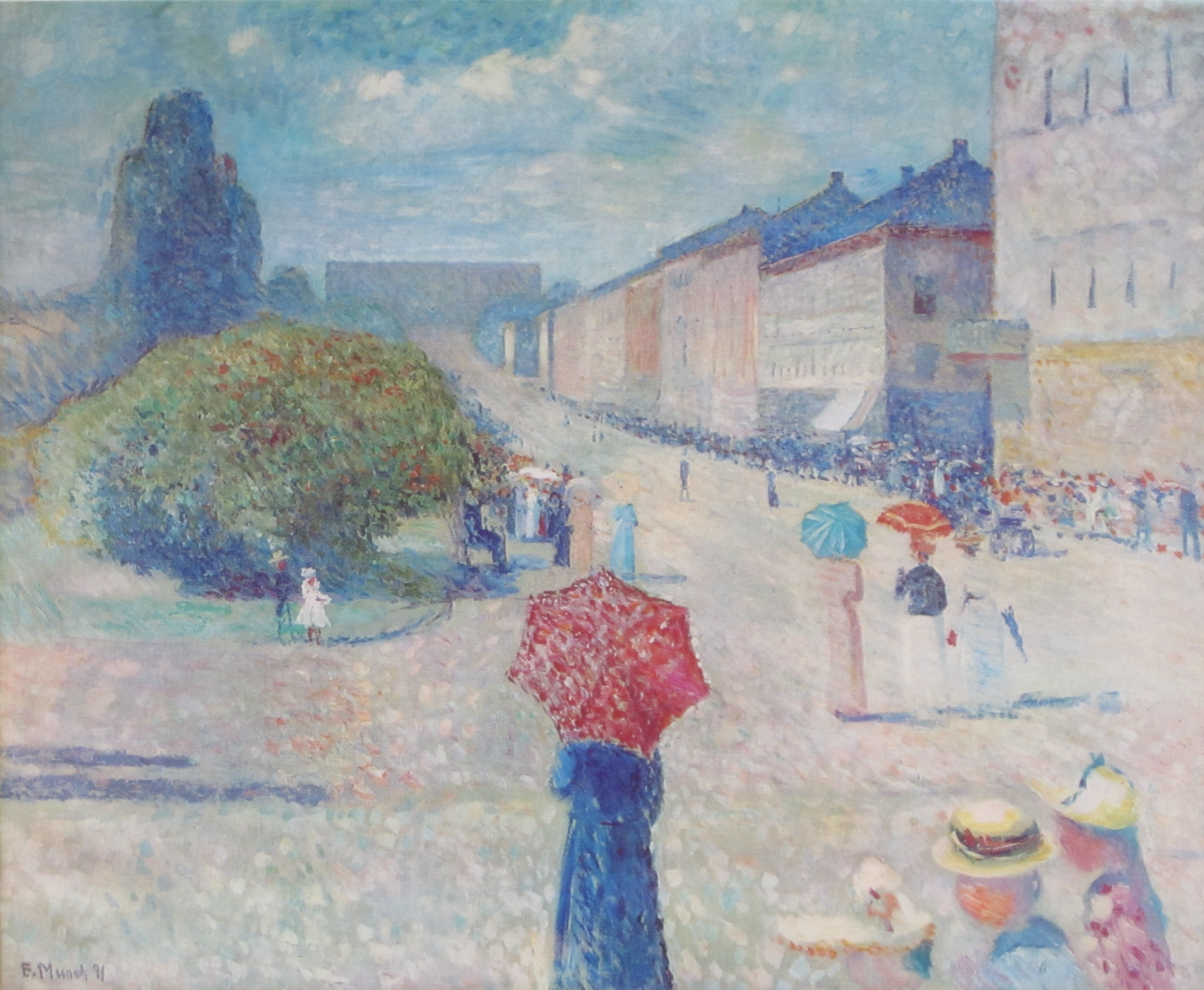
Vårdag på Karl Johan (1890), också på Kode museum.

Afton på Karl Johan ingår i den serie på omkring 20 målningar som benämns Livsfrisen och skildrar den moderna människans ångest och dunkla driftsliv. Målningen visar människor som vandrar på Karl Johans gate i Kristiania, nuvarande Oslo. Till höger i bilden syns Stortingsbyggnaden. 
Munch målade ett liknande motiv redan 1890, Vårdag på Karl Johan, då i en ljusare och mer impressionistisk stil. Även denna målning är utställd på Kode museum i Bergen.